# Бурная, Ирина
Ирина Бурна́я (рум. Irina Burnaia), настоящее имя — Ирина Чок (рум. Irina Cioc) — румынская летчица, получившая известность в межвоенный период. Родилась в Мунтении и получила прозвище «Бурная» из-за реки, протекающей мимо её родной деревни, расположенной на равнине Бурназ. Была вторым авиатором в Румынии, получившим лицензию гражданского пилота 27 октября 1933 года.
Под впечатлением дальниего прелета Бухарест — Малакал, совершенного румынскими пилотами в 1933 году, попыталась повторить его вместе со своим бывшим летным инструктором Петре Ивановичем на самолёте IAR-22. Перелет был омрачен инцидентами, в основном, технического характера, из-за которых он был прерван вблизи озера Виктория. После гибели Ивановича в авиакатастрофе в 1936 году Бурная написала в его память книгу Aripile mele — memoriei lui Petre Ivanovici, изданную в 1936 году.
В 1937 году получила свидетельство по высшему пилотажу. В том же году была награждена орденом «Доблестный авиатор» для гражданских пилотов (во время Второй мировой войны была также награждена тем же орденом для военных пилотов). Совершила дальние перелеты: Бухарест — Анкара — Багдад — Бухарест в 1938 году и Бухарест — Варшава — Берлин — Амстердам — Лондон в 1939 году.
Во время Второй мировой войны была командиром эскадрильи «Буг» (c 1943 г. — «Бессарабская эскадрилья») — соединения почтовых и связных самолётов губернаторства Транснистрия, которое также использовалось в качестве летной школы. После захвата власти в Румынии коммунистами в 1946 году эмигрировала и была заочно осуждена. Она и её муж, Траян Удриски выполняли пассажирские перевозки на Ближнем Востоке. Ближе к концу жизни поселилась в Швейцарии. В 1988 году опубликовала мемуары о войне под названием Commandante d’escadrille («Командир эскадрильи»).

### Комментарии
1. ↑  На русском не издавалась. Примерный перевод названия: «Мои крылья. В память о Петре Ивановиче»

### Сноски
1. 1 2 3 4  George Marcu, Rodica Ilinca Enciclopedia personalităților feminine din România — [[:d:Q12727368|]], 2012. — С. 69–70. — ISBN 978-973-7839-77-0